# حسين ياسر
حسين ياسر عبد الرحمن المحمدي( 9 يناير 1984- ) لاعب كرة قدم قطري من أصول مصرية. وُلد في قطر

## حياته
بدأ مسيرته الكروية مع نادي الخور حيث كان والده مدرب في النادي وكان يذهب بصحبة والده إلى النادي وذلك في فئة البراعم من ثم انتقل إلى نادي السد، وفي عام 2002 انتقل إلى نادي رويال أنتويرب البلجيكي، ولعب معهم حتى عام 2004، وشارك معهم في 30 مباراة وسجل هدف واحد، وفي موسم 2004/2005 انتقل إلى نادي ليماسول القبرصي، ولعب معهم 16 مباراة وسجل 4 أهداف، وفي عام 2005 انتقل إلى نادي السد، وفي موسم 2005/2006 انتقل إلى نادي مانشستر سيتي الإنجليزي، وعاد في عام 2006 إلى نادي السد، وفي موسم 2006/2007 لعب مع نادي الريان، ومنذ عام 2007 وهو يلعب مع نادي سبورتينغ براغا البرتغالي ،وتم انتقاله للنادي الأهلي المصري بداية من الموسم الكروي 2008/2009، لم يشارك مع الأهلي لفترات كبيرة خلال الموسمان الذان قضاهما داخل النادي، وانتقل إلى نادي الزمالك في فترة الانتقالات الشتوية لموسم 2009/2010.
بدأ باللعب مع منتخب قطر لكرة القدم في عام 2002، وشارك معه في كأس آسيا 2007، وكأس آسيا 2011.

## روابط خارجية
- حسين ياسر على موقع الاتحاد الدولي (مؤرشف)  (الإنجليزية)
- حسين ياسر على موقع قاعدة بيانات كرة القدم.إي يو (الإنجليزية)
- حسين ياسر على موقع ناشيونال فوتبول تيمز (الإنجليزية)
- حسين ياسر على موقع Soccerway.com (الإنجليزية)
- حسين ياسر على موقع كووورة